# Куинс (графство, Новая Шотландия)
Куинс (англ. Queens County, гэльск. Siorrachd na Banrìghinn) — графство в канадской провинции Новая Шотландия. Графство является переписным районом, но не является административной единицей провинции.

## География
Графство Куинс расположено в южной части полуострова Новая Шотландия. На северо-западе оно граничит с графством Аннаполис, на северо-востоке — Луненберг, на юго-западе — Шелберн. На западе имеет небольшую границу с графством Дигби, а на юго-востоке омывается водами Атлантического океана.
На территории графства расположена южная часть национального парка Кеджимкуджик и одноимённого озера. В центре графства находится крупное озеро Россиньол (Rossignol Lake). Кроме того, по территории протекают две реки: Mersey River и Medway River.
По территории графства проходит автодорога провинциального значения хайвей 103, а также ряд дорог, управляемых графством, основными из которых являются магистрали 3 и 8 и коллекторы 208 и 210.

## История
21 июля 1762 года графство Куинс было выделено из состава графства Луненберг, оно включало поселения Ливерпул, Баррингтон и Ярмут. В 1784 году из состава графства было официально выделено графство Шелберн, а в 1785 — закреплены границы этого изменения. В 1820—1825 годах проходила маркировка границ, которая официально была зафиксирована в 1828 году.
В 1996 году вся территория графства за исключением индейских резерваций была включена в единую административную единицу — район Куинс.

## Население
Для нужд статистической службы Канады графство разделено на один город, одну индейскую резервацию и три неорганизованные области.
| Название       | Оригинальное название | Статус               | Площадь  | Население |
| -------------- | --------------------- | -------------------- | -------- | --------- |
| Куинс          | Queens                | Район                | 2 386,58 | 11 177    |
| Понхук-Лейк 10 | Ponhook Lake 10       | Индейская резервация | 1,01     | 15        |
| Уайлдкат 12    | Wildcat 12            | Индейская резервация | 4,77     | 20        |